# Blauaugen
Die Blauaugen (Pseudomugilidae) sind eine Familie der Ährenfischartigen. Diese etwa fünf Zentimeter klein bleibenden Süß- oder Brackwasserfische kommen nur auf der Insel Neuguinea (Papua-Neuguinea, Westneuguinea), auf den Aru-Inseln und in Australien vor. Einige Arten werden als Süßwasserzierfische gehalten.

## Merkmale
Blauaugen haben einen schlanken, seitlich stark zusammengedrückten Körper mit großer zweiter Rücken- und Afterflosse, beim Männchen teilweise großer und aufstellbarer Rückenflosse. Die Brustflossen sind teilweise hoch angesetzt, die Spitzen reichen oft über den Körper. Der Körper ist oft durchsichtig oder wenig gefärbt, die Flossen oft farbig. Die relativ großen Augen sind nahezu bei allen Arten kräftig blau. Einige Arten erreichen bis 8 Zentimeter Länge (Männchen). Die unscheinbareren Weibchen bleiben kleiner.

## Lebensweise
Die natürlichen Lebensräume der Blauaugen sind klare oder teefarbene Gewässer, bei wenigen Arten auch brackige Mangrovenwälder. Blauaugen ernähren sich von Stechmückenlarven und anderen Insekten von der Wasseroberfläche.
Blauaugen sind Dauerlaicher, die Weibchen legen oft über einen längeren Zeitraum täglich einige Eier. Die bis zu 2 mm großen Eier besitzen Haftfäden, mit denen sie sich am Substrat oder an Pflanzen festheften. Die Larven schlüpfen nach etwa zwei bis drei Wochen.

## Systematik
Die Pseudomugilidae wurden früher als Unterfamilie in die Familie der Regenbogenfische (Melanotaeniidae) gestellt. Sie unterscheiden sich jedoch von diesen durch einen anderen Bau im Bereich der Schädelknochen, was Saeed, Ivantsoff & Allen 1989 veranlasste die eigene Familie der Blauaugen (Pseudomugilidae) aufzustellen. Seit 2004 gehören sie zusammen mit den Bedotiidae, Telmatherinidae und Melanotaeniidae in die Unterordnung Regenbogenfischverwandte (Melanotaenioidei). Neben den aufgeführten wissenschaftlich beschriebenen Arten sind einige Arten noch unbeschrieben.
- Gattung Kiunga mit zwei Arten
  - Kiunga-Blauauge (Kiunga ballochi) Allen, 1983
  - Blehers Blauauge (Kiunga bleheri) Allen, 2004
- Gattung Pseudomugil mit 16 beschriebenen ArtenGepunktetes Blauauge (Pseudomugil gertrudae)

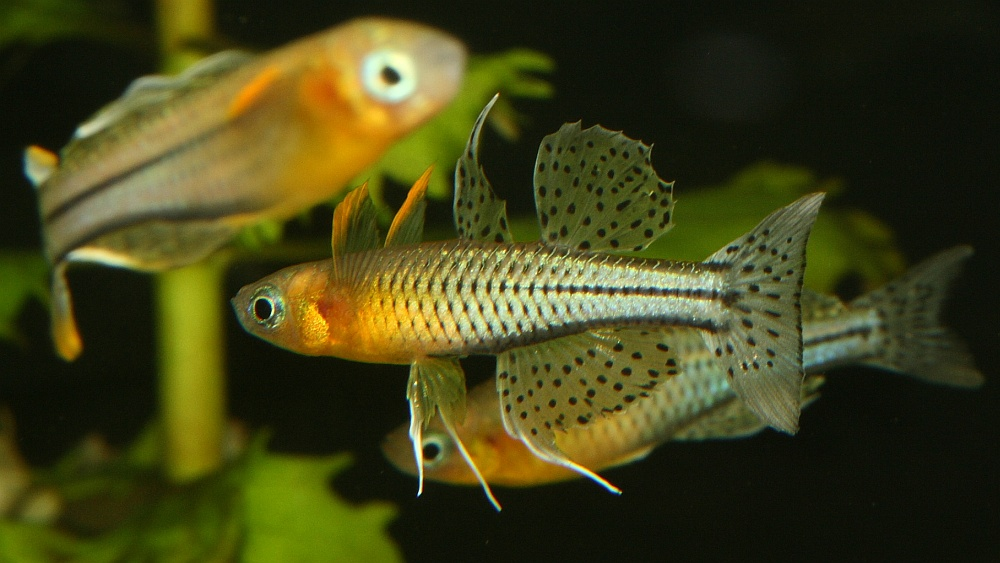
Gepunktetes Blauauge (Pseudomugil gertrudae)

  - Connies Blauauge (Pseudomugil connieae) (Allen, 1981)
  - Blaurücken-Blauauge (Pseudomugil cyanodorsalis) Allen & Sarti, 1983
  - Gabelschwanz-Blauauge (Pseudomugil furcatus) Nichols, 1955
  - Gepunktetes Blauauge (Pseudomugil gertrudae) Weber, 1911
  - Unscheinbares Blauauge (Pseudomugil inconspicuus) Roberts, 1978
  - Ivantsoffs Blauauge (Pseudomugil ivantsoffi) Allen & Renyaan, 1999
  - Pseudomugil luminatus Allen, Unmack & Hadiaty, 2016
  - Kap-Blauauge (Pseudomugil majusculus) Ivantsoff & Allen, 1984
  - Honig-Blauauge (Pseudomugil mellis) Allen & Ivantsoff, 1982
  - Neuguinea-Blauauge (Pseudomugil novaeguineae) Weber, 1908
  - Sumpf-Blauauge (Pseudomugil paludicola) Allen & Moore, 1981
  - Paskas Blauauge (Pseudomugil paskai) Allen & Ivantsoff, 1986
  - Transparentes Blauauge (Pseudomugil pellucidus) Allen, Ivantsoff, Shepherd & Renyaan, 1998
  - Vogelkop-Blauauge (Pseudomugil reticulatus) Allen & Ivantsoff, 1986
  - Pazifisches Blauauge (Pseudomugil signifer) Kner, 1865
  - Schwarzes Blauauge (Pseudomugil tenellus) Taylor, 1964
- Gattung Scaturiginichthys mit einer Art
  - Rotflossen-Blauauge (Scaturiginichthys vermeilipinnis) Ivantsoff, Unmack, Saeed & Crowley, 1991

Das Pazifik-Blauauge oder Schmetterlingsblauauge (Pseudomugil signifer) ist in seinem Vorkommen aufgrund einer Biogeographischen Grenze in mindestens zwei verschiedene Unterarten gespalten.